# Freiherr-vom-Stein-Gymnasium (Bünde)

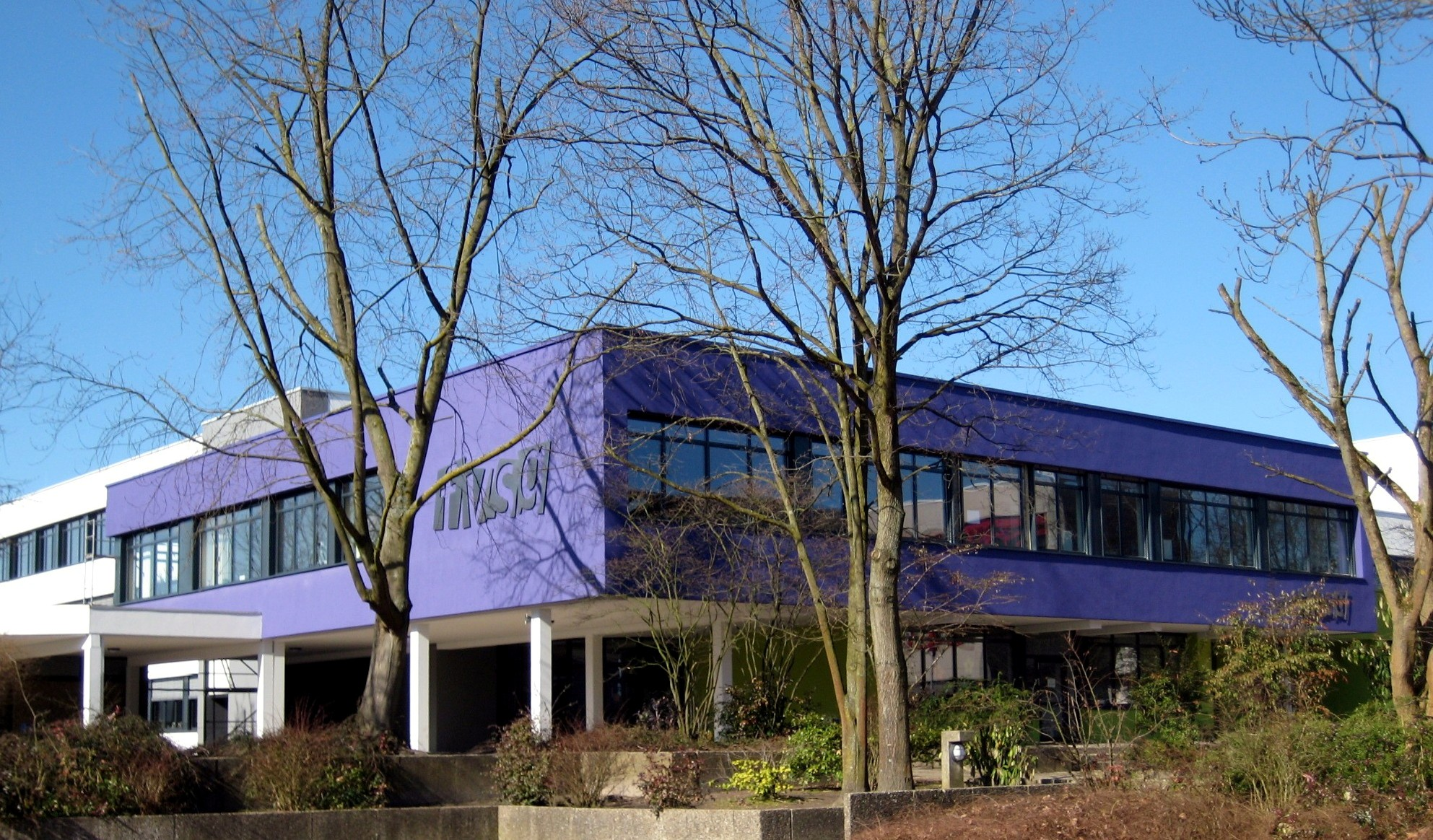
Südostansicht mit Verwaltungskomplex (2011)

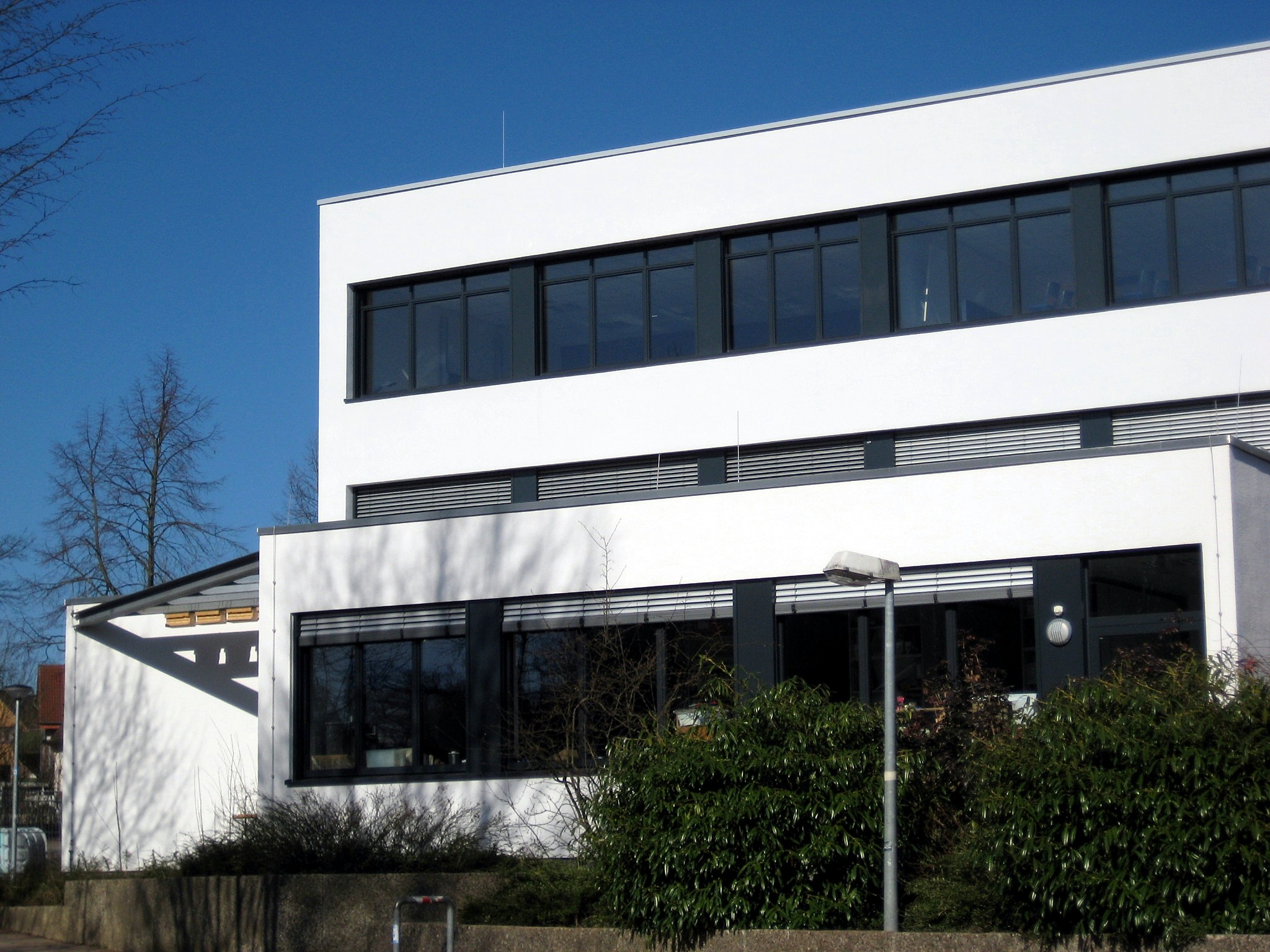
Südwestseite mit Biologietrakt

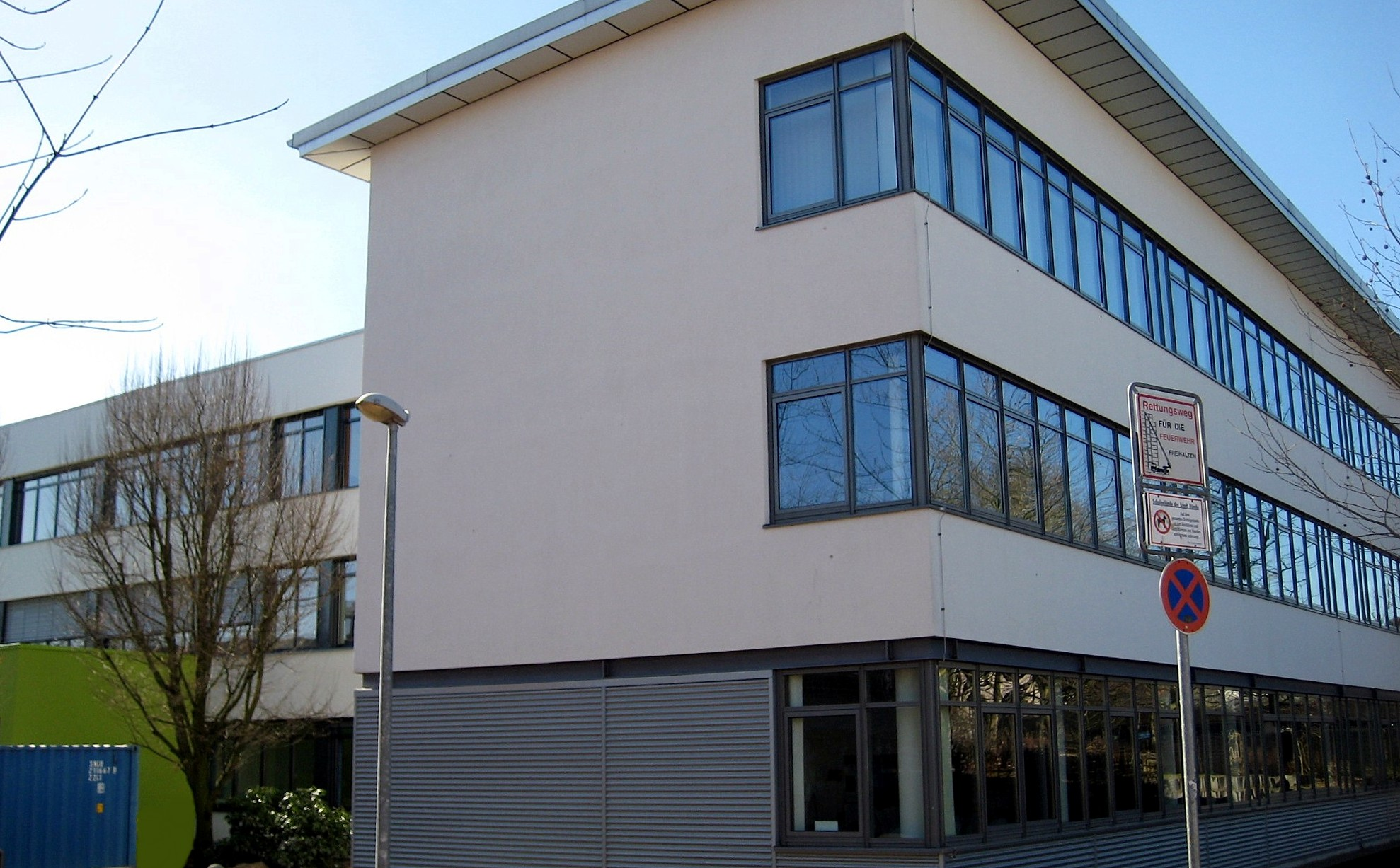
Nordostseite mit Mediothek

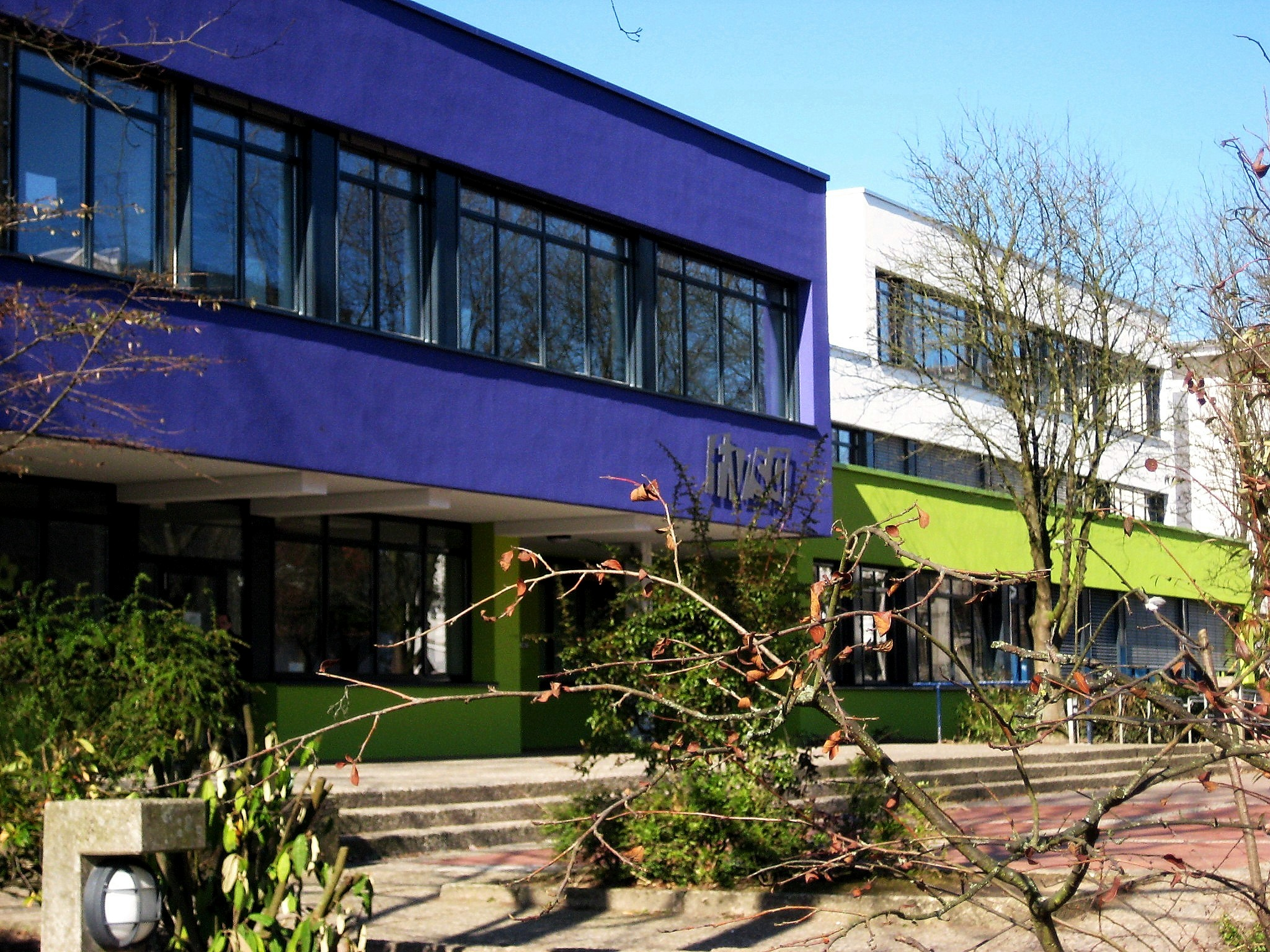
Ostseite mit Eingangsbereich

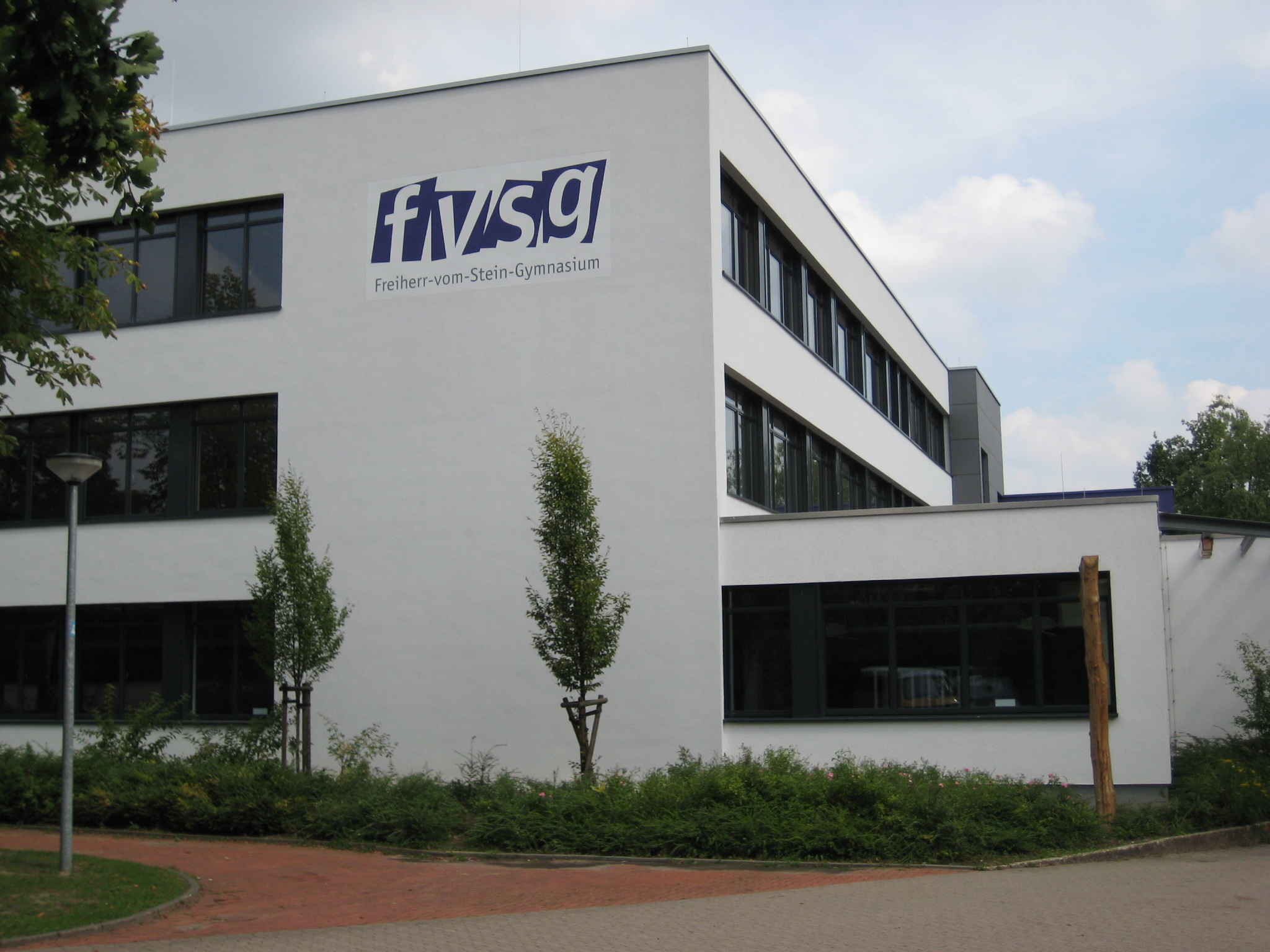
Westseite

Das Freiherr-vom-Stein-Gymnasium Bünde (FvSG) ist eines von zwei städtischen Gymnasien für Jungen und Mädchen in der ostwestfälischen Stadt Bünde in Nordrhein-Westfalen. Es wird von rund 1100 Schülern besucht.

## Geschichte
Das Freiherr-vom-Stein-Gymnasium wurde im Jahre 1888 auf Initiative wohlhabender Zigarrenfabrikanten als private „Höhere Knabenschule“ gegründet. Die Namensgebung nach dem preußischen Reformer und Politiker Heinrich Friedrich Karl vom und zum Stein erfolgte erst im Jahre 1960.
Gründungsrektor im Jahre 1888 war Robert Bodewig. 1896 wurde die Schule von der Stadt Bünde übernommen und als städtische Einrichtung unter dem Namen „Ev. Höhere Stadtschule“ weitergeführt. 1905 wurde die „Höhere Stadtschule“ zunächst zum Realprogymnasium und im Jahre 1914 zum Realgymnasium ausgebaut. Die ersten („Not“)Reifeprüfungen wurden während des Ersten Weltkrieges im Jahre 1916 abgenommen.
Im Jahre 1938 erfolgte die Verkürzung der bislang neunjährigen Schulzeit auf acht Jahre; im Rahmen der Vereinheitlichung der Schulbezeichnungen wurde das Realgymnasium im selben Jahr in „Oberschule für Jungen“ umbenannt. Jüdische Schüler waren nach der „Machtergreifung“ nicht mehr aufgenommen worden.
Nach dem Einmarsch der Alliierten im April 1945 wurde die Schule geschlossen. Da Bünde ein wichtiger Standort der Control Commission for Germany war, durfte die Bünder Oberschule für Jungen als erste Oberschule in ganz Westfalen am 1. Oktober 1945 den Unterrichtsbetrieb wieder aufnehmen. Die Schule erhielt in den ersten Nachkriegsjahren mehrfach Besuch von britischen Offizieren und in- und ausländischen Pädagogen, die sich über den Neuaufbau des deutschen Schulsystems informieren wollten. Im Jahre 1949 wurde die Schule in „Neusprachliches Gymnasium für Jungen“ umbenannt.
Im Jahre 1973 öffnete sich das FvSG auch für Mädchen, die ehedem auf dem Marktgymnasium der Stadt Bünde unterrichtet wurden.
Der Schulbetrieb begann 1888 in der in der Innenstadt Auf'm Rott gelegenen Kapelle der aufgelösten Zionsgemeinde. Im Zuge des Ausbaues der Schule zum Realprogymnasium wurde im Jahre 1907 ein neues Schulgebäude am Marktplatz errichtet (heutiges Gymnasium am Markt). Als das Schulgebäude infolge wachsender Schülerzahlen erneut zu klein geworden war, erfolgte im Jahre 1960 ein weiterer Umzug in ein neues Schulgebäude am Strotweg. Seit 1976 ist das Gymnasium Teil des neu entstandenen Schulzentrums Bünde-Nord im Stadtteil Ennigloh. 1994 wurde eine Cafeteria in Betrieb genommen und 2001 das Schulgebäude durch einen modernen Anbau erweitert, der auf Grund der gestiegenen Schülerzahlen notwendig geworden war. Er enthält heute neben zusätzlichen Klassenräumen auch eine Mediothek.
Das Freiherr-vom-Stein-Gymnasium wurde 2006 als eine von insgesamt 18 Schulen (bei insgesamt 481 Bewerbungen) aus dem gesamten Bundesgebiet – und als einziges Gymnasium aus Nordrhein-Westfalen – für den Deutschen Schulpreis nominiert, der jedes Jahr von der Robert Bosch Stiftung und der Heidehof Stiftung (in Kooperation mit dem ZDF und dem Stern als Medienpartnern) ausgeschrieben wird. Letztendlich befand es sich jedoch nicht unter den fünf endgültigen Preisträgern.

### Schulleitung
| Jahr    | Schulleiter(in)   |
| ------- | ----------------- |
| ab 1888 | Robert Bodewig    |
| ab 1890 | Wilhelm Waltemath |
| ab 1896 | Adolf Messing     |
| ab 1928 | Alfred Wagner     |
| ab 1946 | Friedrich Schöne  |
| ab 1953 | Ludwig Benning    |
| ab 1967 | Erwin Peitzmann   |
| ab 1993 | Claudia Langer    |
| ab 2009 | Michael Neuhaus   |
| ab 2013 | Heike Plöger      |
| ab 2017 | Gunnar Woltering  |

## Projekte
Ein zentrales Element der schulischen Entwicklungsarbeit bildet die Teilnahme an verschiedenen Projekten. Hierzu zählen die (internationalen) Schulentwicklungsprojekte INiS (Internetnutzung in Schulen) und Selbstständige Schule sowie zahlreiche Teilprojekte, die sich unmittelbar aus den Schulentwicklungsprojekten ableiten und eine konkrete unterrichtliche Ausrichtung beinhalten: Comenius, KURS und SeLGO (Selbstständiges Lernen in der gymnasialen Oberstufe).
Ab 2003 bietet die Schule den sogenannten NaWi-Unterrichts an, in dem die Vermittlung der naturwissenschaftlichen Fächer Biologie, Chemie und Physik in integrierter Form stattfindet. Schon 1999 wurde für die Unterstufe das Teutolab eingerichtet, ein regionales Schülerlabor (das nachmittags auch von den Grundschulen der Umgebung genutzt wird), und 2007 für die Mittel- und Oberstufe ein Gläsernes Labor installiert.
Zur Förderung der Mehrsprachigkeit besteht seit 2001 die Möglichkeit, ab Klasse 7 niveaugemäß gestaffelte DELF-Diplome (Diplôme d’Etudes en Langue Française) abzulegen. Die Stufen Q1 und Q2 können von dem Angebot Gebrauch machen, das CAE (Cambridge Certificate in Advanced English) zu erwerben. Und für die Stufen 9 und 10 gibt es seit 2008 die Vorbereitung auf den PET (Cambridge Preliminary English Test) in AG-Form.
Der musischen Kreativitätsförderung dienen je nach Bedarf in Unter-, Mittel- und Oberstufe eingerichtete deutsche und englische Theater-AGs. Zur frühzeitigen musikalischen Ausbildung wird Fünftklässlern die Möglichkeit angeboten, sich bei der Anmeldung für die sogenannte Orchesterklasse zu entscheiden und in Zusammenarbeit mit der Musikschule Bünde zwei Jahre lang ein Blasinstrument (Klarinette, Saxofon, Trompete) zu erlernen sowie im Nachmittagsunterricht in Kooperation mit der Nordwestdeutschen Philharmonie Herford mit weiteren Orchesterinstrumenten bekannt gemacht zu werden.
Jedes Jahr fährt die sechste Jahrgangsstufe für zwei pädagogisch orientierte Wochen ins Bünder Schullandheim nach Wangerooge.

## Schulpartnerschaften
Langjährige Partnerschaften bestehen mit Schulen in Minehead/England, Voiron/Frankreich und seit 2009 auch mit Rennes/Frankreich. Schüleraustausche finden regelmäßig in der 7., 8. und 9. Jahrgangsstufe statt.

## Sport

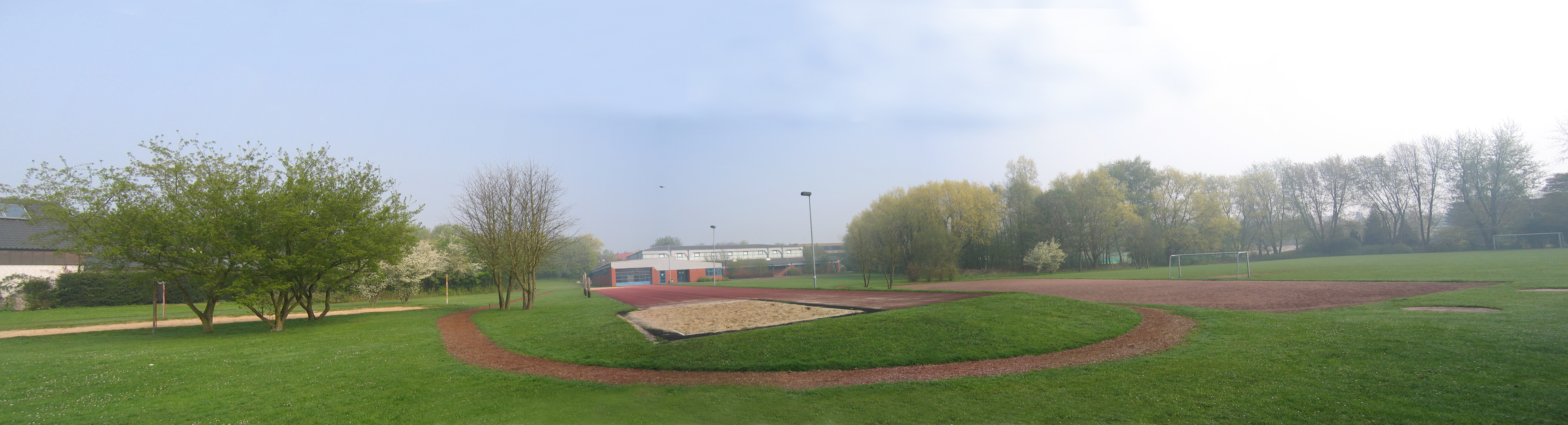
Siegfried-Moning-Halle und Außenanlage

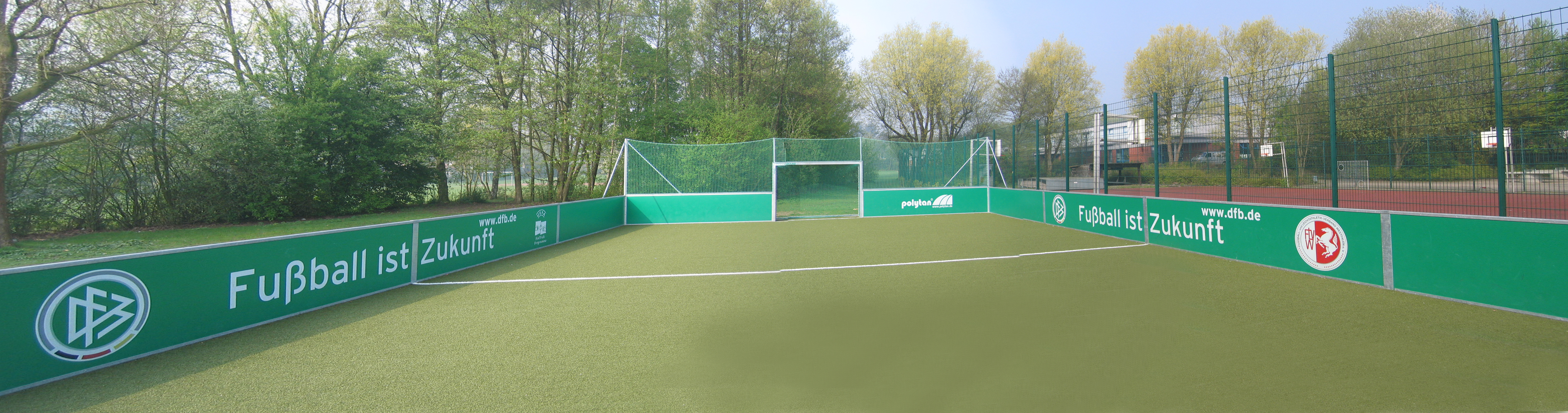
DFB Kunstrasen Bolzplatz

An der Schule, die als eine der wenigen Schulen in Nordrhein-Westfalen einen Sport-Leistungskurs anbietet, ist ein Landesleistungsstützpunkt für Leichtathletik beheimatet. Zur Verfügung stehen neben mehreren Sporthallen und weiteren Außeneinrichtungen eine (teil-)überdachte 100-m-Laufbahn, eine Mulchbahn und ein Kraftraum. Außerdem tragen zahlreiche Arbeitsgemeinschaften zur Schärfung des sportlichen Profils bei. Das Gymnasium nimmt regelmäßig am Bundesfinale von Jugend trainiert für Olympia teil und hat diesen bundesweiten Wettbewerb bereits mehrmals gewonnen.

## Bekannte Absolventen
- Burkhard Budde (* 1953), evangelischer Theologe, Autor, Journalist und Kommunalpolitiker; besuchte das Gymnasium von 1965 bis 1973, war Schülersprecher und Bezirksschülersprecher sowie, Mitbegründer der Schüler-Union Westfalen-Lippe sowie Mitbegründer der Jungen Union Bünde.
- Marek Görlich (* 1979), Zehnkämpfer, wurde in Bünde geboren und absolvierte 1998 am Freiherr-vom-Stein-Gymnasium sein Abitur.
- Friedrich Halstenberg (1920–2010), SPD-Politiker, u. a. Staatssekretär und Chef der NRW-Staatskanzlei (1966–1975) sowie Finanzminister des Landes NRW (1975–1978), besuchte das Gymnasium (Oberschule für Jungen) und erhielt im Jahre 1938 sein Abiturzeugnis.
- Maximilian Hecker (* 1977), Musiker und Sänger, lebte jahrelang in Bünde, besuchte das Freiherr-vom-Stein-Gymnasium seit 1988 und schloss seine Schulzeit dort 1997 mit dem Abitur ab.
- Hans Werner Henze (1926–2012), bedeutender Gegenwartskomponist, besuchte das Gymnasium (Oberschule für Jungen) von 1937 bis 1942.
- Ulrich Horstmann (* 1949), Literaturwissenschaftler und Schriftsteller, wurde in Bünde geboren, wuchs hier auf und machte 1967 sein Abitur am Freiherr-vom-Stein-Gymnasium.
- Lars Montag (* 1971), Filmregisseur und Drehbuchautor, ebenfalls in Bünde geboren und aufgewachsen, war seit 1981 Schüler des Freiherr-vom-Stein-Gymnasiums und machte hier 1990 sein Abitur.
- Dirk Messner (* 1962), Politikwissenschaftler, seit Januar 2020  Präsident des Umweltbundesamts, machte 1981 sein Abitur am FvS-Gymnasium.
- Ingo Nentwig (1960–2016), Sinologe und Ethnologe, besuchte neun Jahre lang das Freiherr-vom-Stein-Gymnasium und absolvierte hier 1979 sein Abitur.
- Ralf Arnie (bürgerl.: Artur Niederbremer) (1924–2003), deutscher Schlagerkomponist (u. a. „Tulpen aus Amsterdam“, „Ramona“) besuchte das Gymnasium (Oberschule für Jungen) und machte im Jahre 1942 sein Abitur.
- Fritz Pleitgen (1938–2022), Journalist und WDR-Intendant; besuchte zeitweise das Freiherr-vom-Stein-Gymnasium und betätigte sich während dieser Zeit nebenbei als Sportreporter für die damalige Freie Presse
- Eckart Pott (* 1948), Biologe, Autor und Naturfotograf
- Brita Schmitz-Hübsch (* 1942), Diplom-Volkswirtin und Politikerin (CDU), Mitglied des Landtags von Schleswig-Holstein, machte hier ihr Abitur.
- Albrecht Schöne (1925–2025), bekannter Germanist, Ordinarius für deutsche Philologie in Göttingen (1960–1990), Träger des Ordens Pour le mérite, besuchte das Gymnasium (Oberschule für Jungen) im Jahre 1946 und machte hier sein Abitur.
- Florian Stork (* 1997), Radrennfahrer für das Team Sunweb in der World Tour, legte 2015 hier das Abitur ab.

## Logo

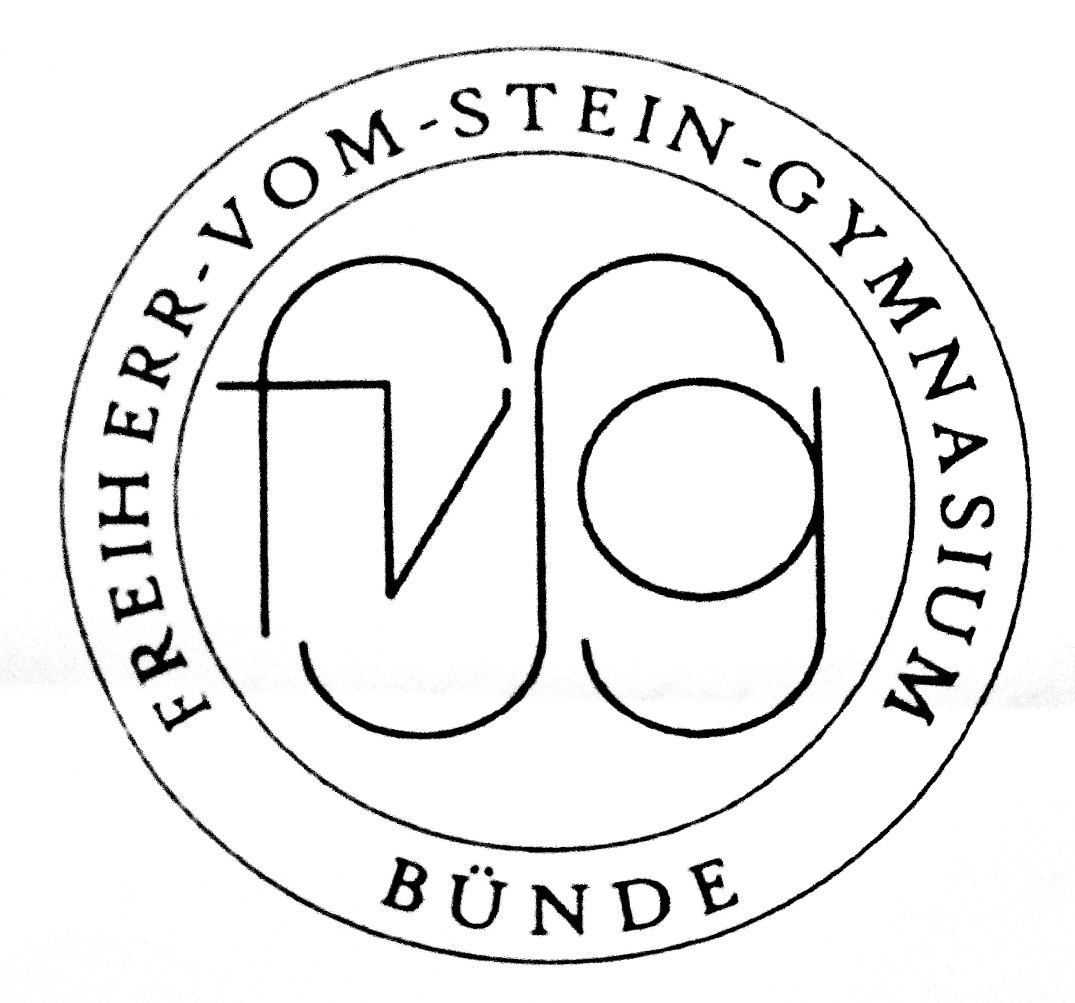
Altes Schul-Logo

Zeitgleich mit der allgemeinen Renovierung des Schulgebäudes im Winter 2010/11 (neue Verglasung, neue Isolierung, neuer Außenanstrich, zusätzlicher Oberstufenpavillon) wurde auch die Homepage des Freiherr-vom-Stein-Gymnasiums von einer professionellen Agentur neu konzipiert, übersichtlicher gestaltet und mit besseren Navigationsmöglichkeiten versehen. Außerdem bekam die Schule ein neues Logo.